# Valdemar Kendzior
Valdemar Kendzior (né le 26 janvier 1926 au Danemark et mort le 13 octobre 1998) est un joueur international de football danois d'origine polonaise, qui jouait en tant qu'attaquant.
Il est connu pour avoir terminé meilleur buteur du championnat du Danemark lors de la saison 1951-52 avec 13 buts (à égalité avec Poul Erik Petersen) ainsi que de la saison 1952-53 avec 17 buts.